# Eberhardt del’Antonio
Karl Eberhardt del’Antonio (* 21. April 1926 in Lichtenstein-Callnberg; † 22. Februar 1997 in Dresden) war ein deutscher Ingenieur und Science-Fiction-Schriftsteller.

## Leben

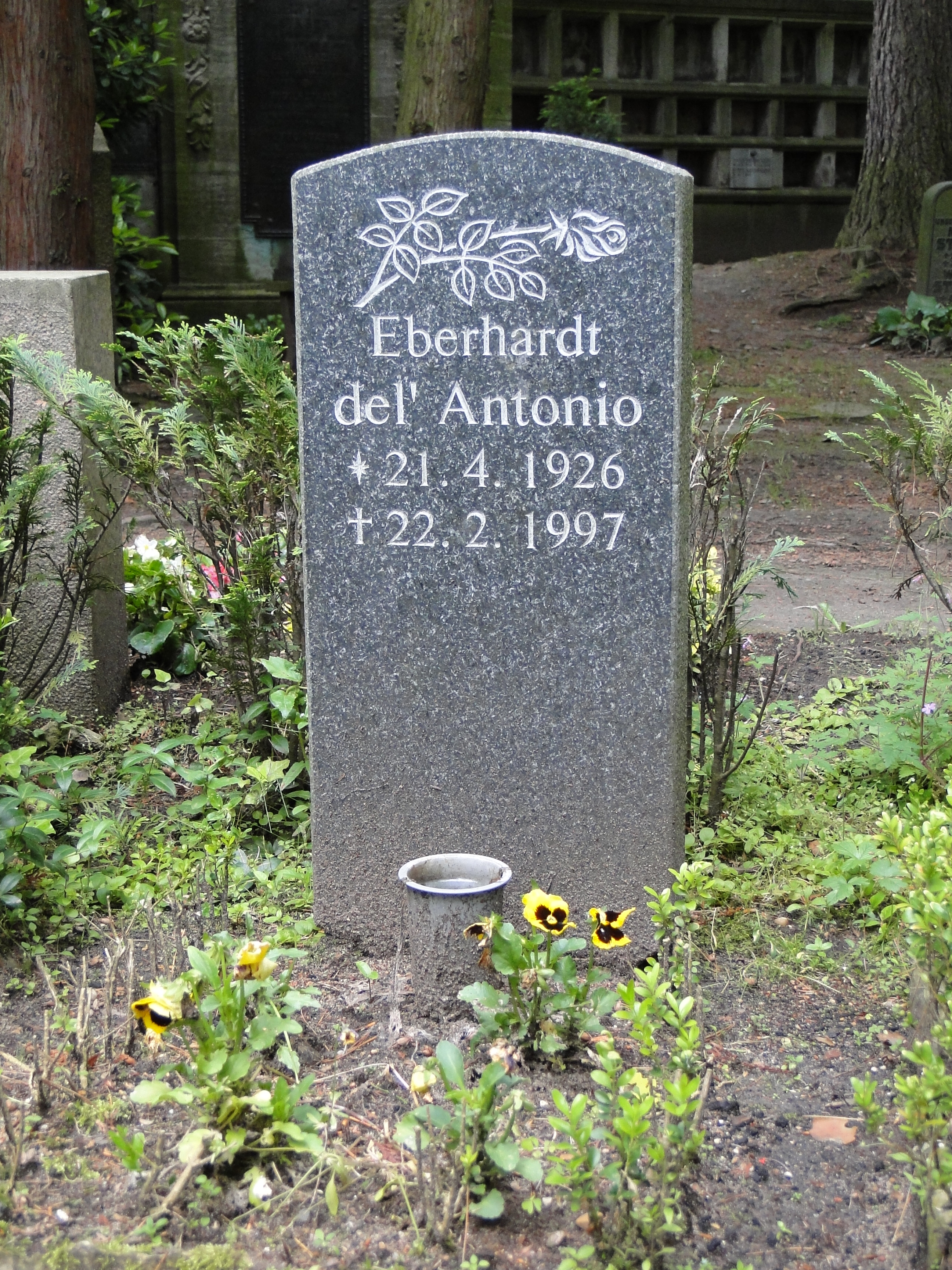
Grab von Eberhardt del’Antonio im Urnenhain Tolkewitz

Eberhardt del’Antonio war der Sohn eines Schlossers. Er arbeitete als Metallhandwerker und machte eine Ausbildung zum technischen Zeichner. Ein angefangenes Studium der Ingenieurwissenschaft musste er 1944 wegen seiner Einberufung zur Wehrmacht abbrechen. Am Ende des Zweiten Weltkriegs war er für kurze Zeit interniert und wurde dann als Dienstverpflichteter nach Bremerhaven geschickt, wo er u. a. als Kranführer, Hafenarbeiter, Maler und Schmied arbeitete. Er siedelte illegal in die Sowjetische Besatzungszone über, wo er als Mechaniker, Reklamezeichner und Dispatcher tätig wurde. Ab 1951 arbeitete er als Konstrukteur an der Entwicklung von Strömungsmaschinen mit und baute ein Büro für Erfindungswesen auf. Er war Mitglied in der Kammer der Technik und der Gesellschaft für Weltraumforschung und Raumfahrt. Daneben absolvierte er ein Fernstudium der Filmpsychologie. Von 1953 bis 1959 war er in der Betriebskulturarbeit von DDR-Firmen tätig. Ab 1959 lebte er als freier Schriftsteller in Dresden, war seit 1960 Mitglied im Deutschen Schriftstellerverband und ab 1961 in der Kulturakademie Dresden. Er verstarb 1997;  sein Grab befindet sich im Urnenhain Tolkewitz.

## Werk
Eberhardt del’Antonio wurde in erster Linie bekannt durch seine utopischen Romane, in denen er linientreu die Probleme zukünftiger Gesellschaften nach Vollendung des Sozialismus schilderte. Seine größten Erfolge waren die beiden Romane Titanus und Heimkehr der Vorfahren, von denen in der DDR zusammen 500.000 Exemplare verkauft wurden. Von der westlichen Kritik wurden diese Werke jedoch als wenig originell in der Handlung und hölzern im Stil bemängelt.
Neben seinen der Science-Fiction zuzurechnenden Werken – in der DDR war der als US-amerikanisch geltende Begriff anfangs verpönt und es wurden „utopischer Roman“ oder „wissenschaftlich-phantastischer Roman“ verwendet – verfasste del’Antonio auch eine Reihe von Märchenspielen.

## Werke
- Gigantum. Das Neue Berlin, Berlin 1957, DNB 450891763.
- Titanus. Das Neue Berlin, Gelbe Reihe, Berlin 1959, DNB 450891836.
- Projekt Sahara. Tribüne, Berlin 1962, DNB 450891828.
- Heimkehr der Vorfahren. Das Neue Berlin, Berlin 1966, DNB 572683812.
- Okeanos. Greifenverlag, Rudolstadt 1988, ISBN 3-7352-0102-4.
- mit Jens Prockat: Volle Kraft voraus. Buchverlag Junge Welt, Berlin 1991, ISBN 3-7302-0644-3.